# 세라 크랙넬
세라 크랙넬(Sarah Cracknell, 1967년 4월 12일 ~ )은 잉글랜드의 싱어송라이터이다. 일렉 음악 그룹 생테티앤의 리드 싱어로도 유명하다.

## 음반 목록
- Lipslide (2000)
- Red Kite (2015)